# Недільський Софрон
Софро́н Неді́льський (10 січня 1857, Цуцилів — 8 серпня 1917, Бяла) — український лексикограф і педагог, член НТШ. Був викладачем українських гімназій міст Золочева, Станіслава (тепер Івано-Франківськ) та Коломиї і першим директором Коломийської української гімназії.

## Життєпис
Софрон Недільський народився в родині священика о. Ігнатія Недільського, що походив зі збіднілого шляхетного роду герба Прус III.
Закінчив німецькомовну гімназію в Станиславові (нині Івано-Франківськ). Учився на філософському факультеті Віденського університету. Діяльний у студентському товаристві «Січ»: у 1877—1878 — член управи, 1879 — голова товариства, 1895-го став його почесним членом — між такими діячами, як Анатоль Вахнянин, Юліян Пелеш, єпископ Перемишля, Михайло Драгоманов, Іван Пулюй, Іван Горбачевський, Омелян Огоновський, Іван Франко.
Після студій став заступником професора[джерело?] Академічної гімназії у Львові. По однорічному навчанні перейшов як заступник професора[джерело?] до Станиславова, через рік призначений до Золочева, звідки знову до Станиславова, де після приписаних іспитів одержав титул професора гімназії.
Є співавтором з Євгеном Желехівським (допрацьовував після смерті останнього) другий том (літери П—Я) «Малорусько-німецький словар». Був коректором грецько-українського словника Іларія Огоновського до «Іліади» та «Одіссеї».
По 11 роках праці переведений до Коломиї на становище керівника рівнорядних руських класів. 4 вересня 1894 року «рескриптом» міністерства віровизнань та освіти призначено професора Недільського постійним управителем рівнорядних руських кляс.
26 червня 1900 «рескриптом» цісаря Франца Йосифа I, з обов'язуючою силою від 1 вересня 1900 року, створено самостійну українську державну гімназію в Коломиї.
Чисельність учнів гімназії постійно зростала, перед самою війною тут вчилося до 1300 дітей. Директор Недільський подарував гімназії своє книжкове зібрання та займався створенням добірної бібліотеки. Бідніших студентів запрошував до себе на обіди, купував своїм коштом шкільну уніформу.
Займався заснуванням та розвитком бурси «Самопоміч» для бідніших учнів по вулиці Міцкевича, багато вложив у неї власних коштів — згодом заклад носив його ім'я; у цих справах йому радо допомагала дружина Ярослава (друга дружина) із Сумиків. Родина виховувала п'ятьох дітей (від двох шлюбів).
Віддану працю Недільського цісар Франц Йосиф I «рескриптом» з 25 травня 1914 року відзначив гідністю урядового радника. В часі Першої світової війни евакуювався при наступі російських військ на терени теперішньої Польщі, в Бялій застала його смерть у дорозі.
На вшанування пам'яті на привхідній стіні Коломийської гімназії встановлено його зображення.